# Río Maputo
El río Maputo (también llamado Gran Usutu, Lusutfu o Suthu) es un río de África del Sur que discurre por Suazilandia, Sudáfrica y Mozambique, donde desemboca en el océano Índico en la bahía de Maputo. Se forma por la confluencia de los ríos Usutu y Pongola y es navegable a lo largo de todo su curso.
El nombre de Suthu viene de los basotho, pueblo que vivía cerca de la fuente del río, que fueron desplazados por los swazis. También se dice que este término significa marrón oscuro, una descripción de las fangosas aguas del río.
El río nace cerca de Amsterdam, Mpumalanga, Sudáfrica, y fluye a través de Suazilandia en dirección este, atravesando las montañas Lubumbo formando un desfiladero de 13 km, que sirve de frontera natural entre Suazilandia y Sudáfrica. Posteriormente, forma la frontera entre Sudáfrica y Mozambique durante otros 20 km. Allí, en la Reserva de caza Ndumo, es donde se une a su principal afluente. A continuación, serpentea a través de la llanura costera de Mozambique y desemboca en el sur de la bahía de Maputo, unos 85 km río abajo.

## Afluentes
- Río Ingwavuma
- Río Usutu